# Mesochorus oblitus
Mesochorus oblitus är en stekelart som beskrevs av Dasch 1974. Mesochorus oblitus ingår i släktet Mesochorus och familjen brokparasitsteklar. Inga underarter finns listade i Catalogue of Life.